# Manjar

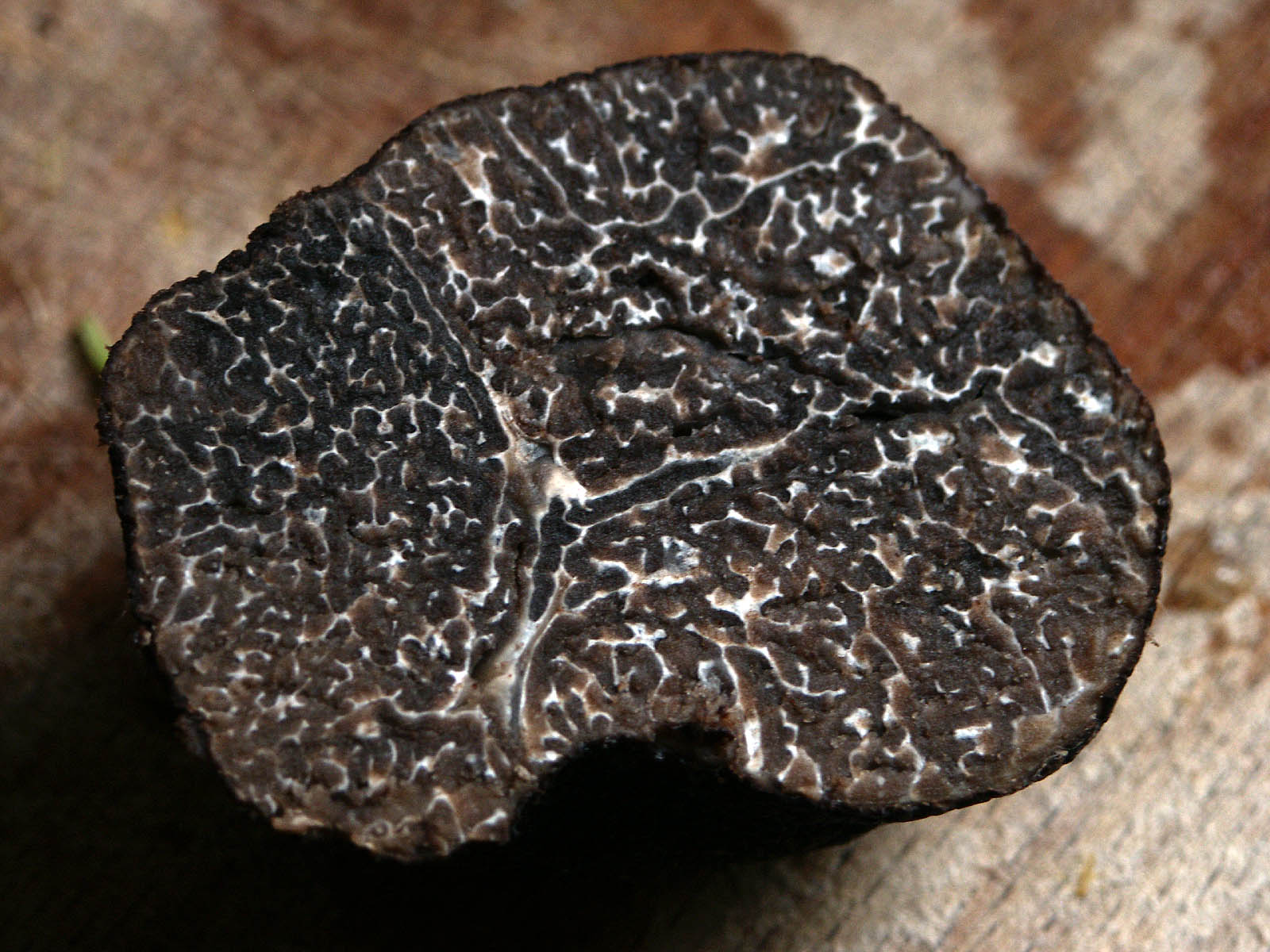
Trufa negra Périgord.

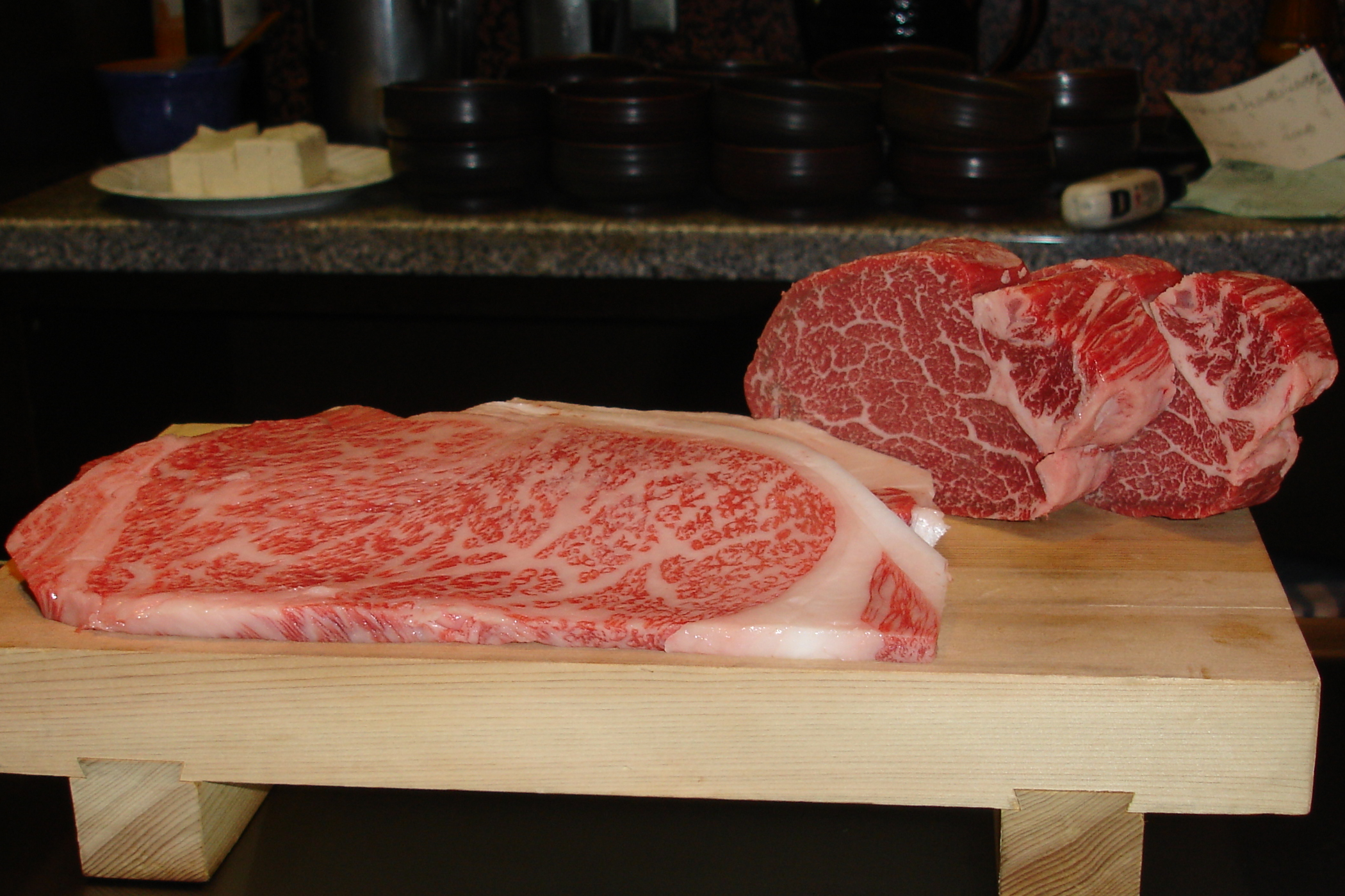
Buey de Kobe.

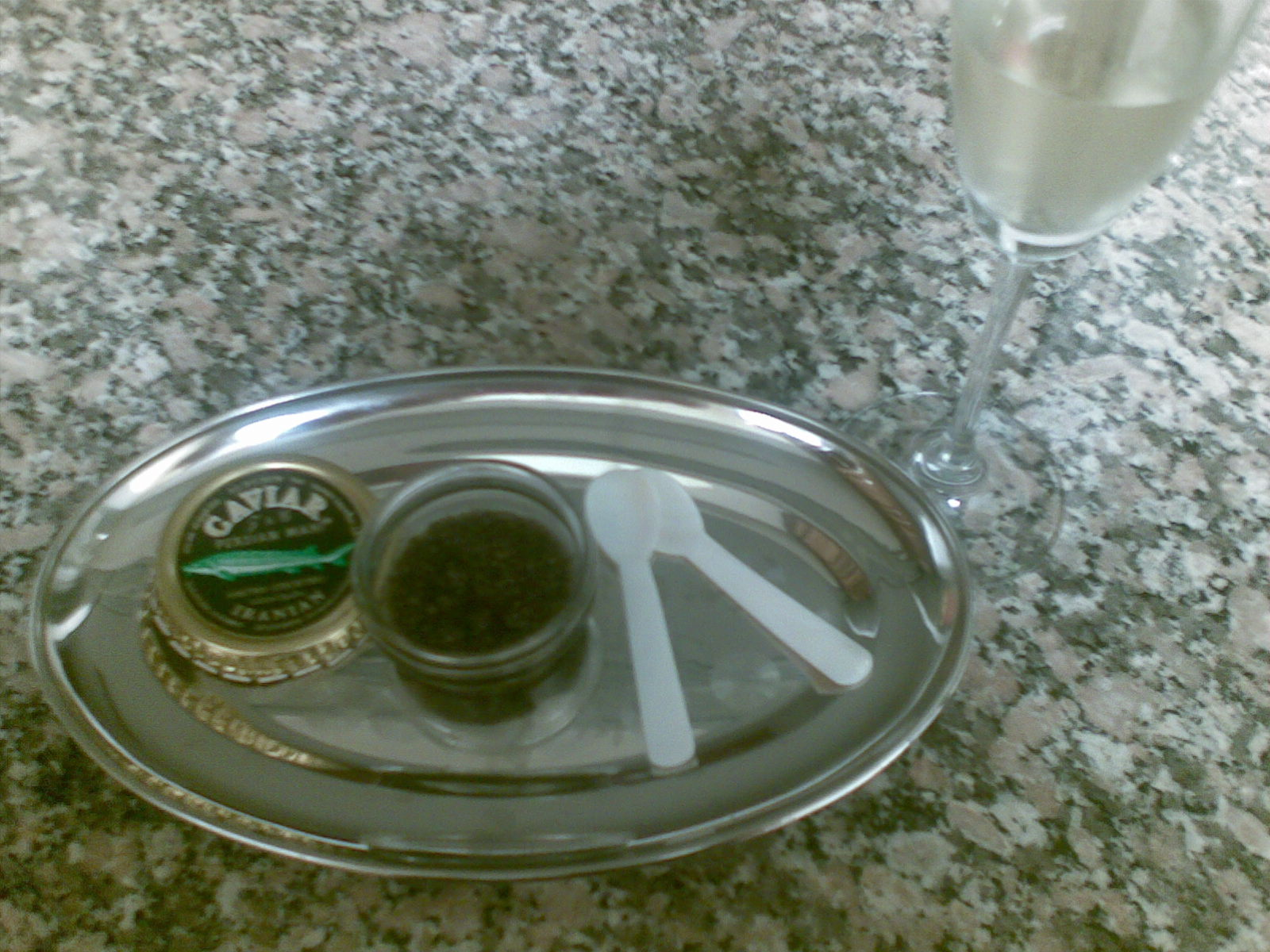
Caviar de Osetra salvaje iraní.

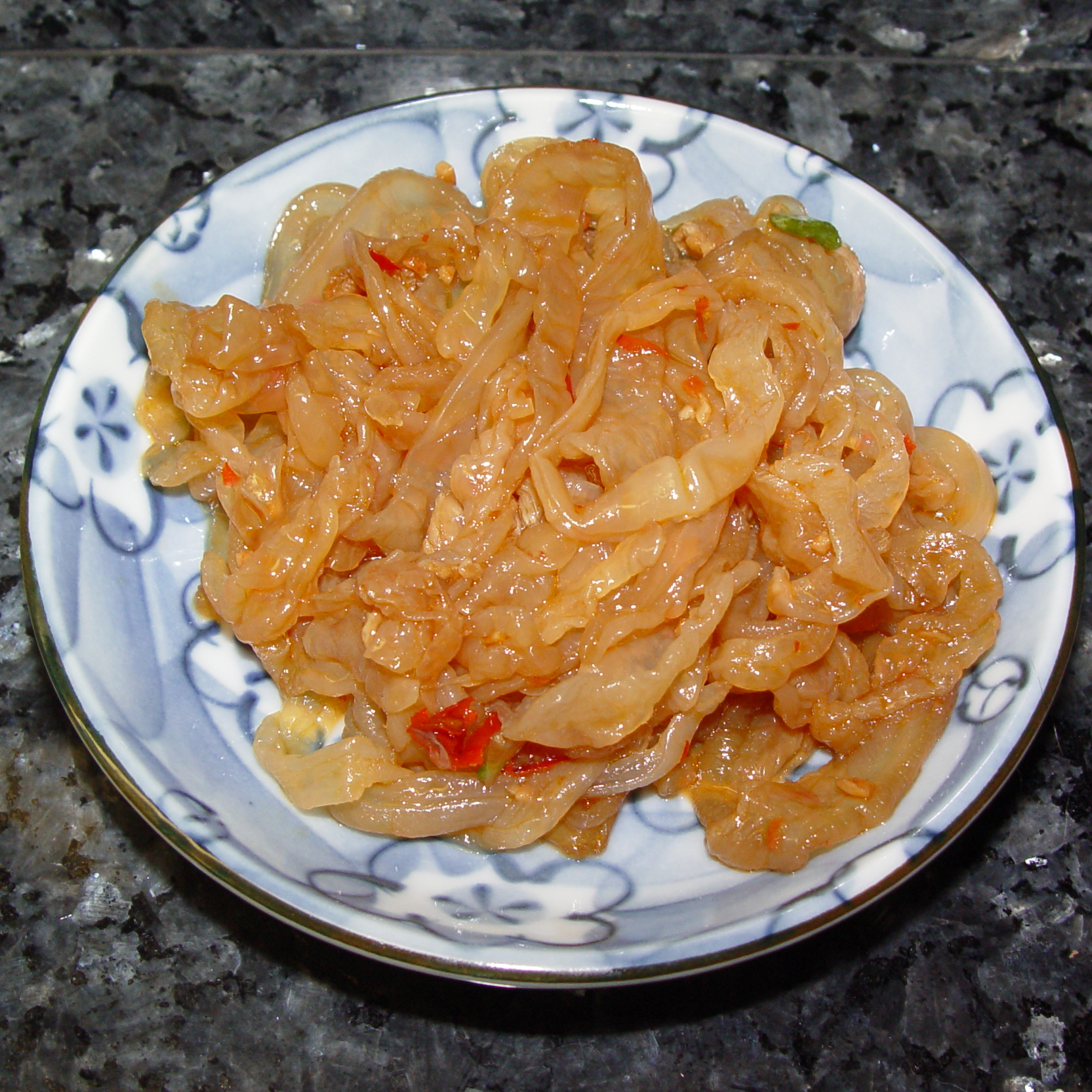
Medusa preparada con aceite de sésamo y salsa de chile.

En gastronomía, un manjar (del occitano, manjar «comer») o exquisitez culinaria es generalmente un alimento raro o costoso que se considera altamente deseable, sofisticado o peculiarmente distintivo dentro de una cultura determinada. Independientemente de las preferencias locales, dicha etiqueta suele ser generalizada en toda una región. A menudo, esto se debe a sabores o características inusuales o porque es raro o costoso en comparación con los alimentos básicos estándares.
Los manjares varían según el país, las costumbres culturales y la edad generacional. La lengua de flamenco era un plato muy apreciado en la antigua Roma, pero no se come en absoluto en los tiempos modernos. Las langostas se consideraron alimento de pobre en América del Norte hasta mediados del siglo XIX, cuando comenzaron a ser tratadas como un manjar, igual que en Europa. Algunos manjares se limitan a una determinada cultura, como el fugu en Japón, la sopa de nido de pájaro (hecha de nido de salangana) en China y las larvas de hormiga (escamoles) en México.

## Manjares
He aquí una lista de algunos manjares del mundo:
- Orejas de mar o abulones (Bao Yu)[2][3][4]
- Akutaq[5][6]
- Ambuyat (de Brunéi)[7]
- Balut (embrión de pato fertilizado, de China, Indochina y Filipinas)[8]
- Biltong
- Nido comestible (China)[9]
- Huevo de gaviota reidora[10][11]
- Bottarga
- Casu marzu[8]
- Caviar[12][13]
- Cempedak
- Huevo centenario (huevo de ave preservado en cal, arcilla, cenizas... durante meses; de China)[8]
- Champán
- Conpoy[14]
- Droëwors
- Durio (fruto del Sudeste Asiático)[15]
- Escamol, larvas de hormiga consumidas en México.[8]
- Escargot[16][17]
- Filet mignon, en la gastronomía francesa es el lomo de la ternera,
- Foie gras[18]
- Sándwich de sesos fritos[8] de la gastronomía estadounidense.
- Tarántula frita, la araña frita es una especialidad de Camboya.[8]
- Fugu, tipo de preparación japonesa muy delicada y controlada por usar peces tóxicos crudos, como el pez globo.[19][20]
- Hongo bonete, venenoso si es crudo, considerado un manjar en Escandinavia.
- Cobaya (también llamado cuy o conejillo de indias, un manjar en varias áreas de Sudamérica)[21] – considered a delicacy in several areas of South America.[22]
- Haggis[23]
- Hákarl, carne de tiburón islandés.[24]
- Huitlacoche, hongo comestible parásito del maíz,[8] muy apreciado en México.
- Jamón ibérico, jamón del cerdo curado de España y Portugal[25][26]
- Ikizukuri (literalmente «preparado vivo» en japonés) es sashimi preparado con un pescado, pulpo o marisco vivo.
- Medusa comestible[27]
- Karasumi[28][29]
- Kiviak[8]
- Buey de Kobe[30]
- Kopi Luwak (granos de café ingeridos y excretados por una civeta; de Indonesia)[31][32]
- Langosta[1] (en general, el marisco se considera un manjar).
- escribano hortelano (ave usada en la gastronomía francesa)[18]: 34
- Ostras crudas[33]
- Huevo de codorniz[34][35]
- Ostras (Criadilla) de las Montañas Rocosas (Rocky Mountain oysters, testículo de toro)[36][37]
- Veneras[38] y sus huevas.[39][40]
- Pepino de mar[41][42]
- Shiokara[8]
- Shirako (lecha de pescado)[8]
- Smalahove,[8] cabeza de oveja asada, muy apreciada en Noruega.
- Caviar de caracol[43]
- Sopa de serpiente (Cantón, China)[44]
- Surströmming, pescado fermentado (y maloliente), delicia sueca[45][46]
- Trufas[47]
- Tiroler Graukäse (queso gris tirolés)

## Lectura complementaria
- 王艳芳. «Top 13 most disgusting delicacies in the world». China.org.cn. Consultado el 31 de enero de 2015.
- Miller, Michael (2006). «Strange foods». AskMen. Consultado el 21 de enero de 2015.
- Ortile, Matt (2013). «23 Unexpected Cultural Delicacies From Asia». BuzzFeed. Consultado el 21 de enero de 2015.
- Bercovici, Jeff (2011). «The World's Most Disgusting Delicacies». Forbes. Consultado el 21 de enero de 2015.

- Datos: Q2312129
- Multimedia: Delicatessens / Q2312129